# Viftesvamp-familien
Viftesvamp-familien (Tapinellaceae) er en Svampe-familie i Rørhat-ordenen. Svampene i denne familie afskiller sig fra andre rørhatte ved at ligne lamelsvampe fordi de ikke har rør under hatten som man normalt ville forvente af rørhatte.
| Svampe | Spire Denne artikel om svampe er en spire som bør udbygges. Du er velkommen til at hjælpe Wikipedia ved at udvide den. |